# Torrent de Boteric
El Torrent de Boteric és un afluent per l'esquerra del Torrent de Ruixol que transcorre íntegrament pel terme municipal de Saldes, al Berguedà.
De direcció global cap a les 11 del rellotge, neix entre el Roc de Sant Telm i el Roc dels Llamps. Fa tot el seu recorregut per un territori integrat en el Pla d'Espais d'Interès Natural (PEIN) de la Generalitat de Catalunya i més concretament en l'espai de la Serra d'Ensija - Els Rasos de Peguera.

## Xarxa hidrogràfica
La xarxa hidrogràfica del Torrent de Boteric, que també transcorre íntegrament pel terme municipal de Saldes, està constituïda per quatre cursos fluvials la longitud total dels quals suma 2.779 m.